# درک والکوت
دِرِک آلتون والکات (به انگلیسی: Derek Alton Walcott) (زاده ۲۳ ژانویه ۱۹۳۰ – درگذشته ۱۷ مارس ۲۰۱۷) شاعر، نمایش‌نامه‌نویس و نقاش برنده جایزه نوبل ادبیات (۱۹۹۲) و جایزه تی. اس. الیوت (۲۰۱۱) بود. درک والکات یکی از چهره‌های شاخص «ادبیات پسااستعماری» بود.

## زندگی
درک آلتون والکات در سال ۱۹۳۰ در شهر کاستریس در سنت لوسیا متولد شد. پدر او، کارمند و مادرش آموزگار بود. در یک سالگی پدر خود را از دست داد. در آن زمان سنت لوسیا مستعمره امپراتوری بریتانیا بود؛ بنابراین او در مدرسه‌هایی با نظام آموزشی، مانند بریتانیا تحصیل کرده بود، نخستین بار با شعر انگلیسی آشنا شد. والکات سرودن شعر را از کودکی و در سن ۱۴ سالگی آغاز کرد. شعرهای آغازین او تقلیدی از آثار شاعران مدرن انگلستان مانند آدن، لوئیس مک‌نیس و دیلن تامس بودند. او در هجده سالگی، نخستین مجموعه شعر خود را چاپ کرد.

## مهاجرت به آمریکا
در سال ۱۹۷۵ جزایر کارائیب را به مقصد شهر نیویورک ترک کرد. او قصد داشت که در دانشگاه راکفلر، در رشته تئاتر تحصیل کند.
والکات عمر خود را وقف کارائیب می‌کند. او در تمام عمر، علاقه بسیاری به سفر به دیگر نقاط جهان و خصوصاً اروپا داشت.

## مأموریت
والکات از همان آغاز شاعری، برای خود مأموریتی تعریف می‌کند. او معتقد است که استعداد او، تنها متعلق به خودش نیست؛ بنابراین، نقش او باید به همراه بیان تجربه شخصی خود از زندگی، باید به توصیف محیط اطراف خود نیز بپردازد.
او می‌گوید: «از همان دوران کودکی می‌دانستم که محیط اطرافم زیباست. اگر به روی هر قله‌ای در سن لوچیا بروید تازگی و حس بی زمانی شگفتی را تجربه خواهید کرد. نوعی اصالت بدوی در این مناظر هست. در عین حال می‌دانستم که مردم فقیر اطراف من، به معنای رمانتیک کلمه، زیبا نیستند. آنها آدم‌های خوش آب و رنگی نبودند که بشود با احساسات رمانتیک نقاشی‌شان کرد یا درباره‌شان نوشت. آنگاه احساس کردم که این همان چیزی است که می‌خواهم بنویسم. احساس کردم شغل من، همین خواهد بود. اگر چه این گفته ممکن است خودپسندانه باشد، اما دیگران هم گفته‌اند. ویلیام باتلر ییتس و جیمز جویس هر دو گفته‌اند. زیباست که جویس گفته می‌خواسته دربارهٔ نژادش (ایرلندی‌ها) بنویسد. آدم فکر می‌کند لابد باید کسی مثل جویس، دید وسیع‌تری داشته باشد. نگاهی اروپایی‌تر؛ ولی نه جویس در عین اینکه جهانی‌ترین ذهن را از زمان ویلیام شکسپیر به بعد داشت مرتب بر جایگاه ولایتی و حس شهرستانی خود پای می‌فشرد.»
والکات ایمان و تعهد بالایی به کارائیب و گوناگونی فرهنگ‌های موجود در آن داشت. او گفته بود: نوعی وابستگی و تعلق خاطر وجود دارد که فقط در مکان‌های کوچک رخ می‌دهد و بسیار عمیق و فشرده‌است.

## درونمایه آثار

### چِبود
یکی از درونمایه‌های اصلی آثار والکات، جستجوی چِبود (هویت) است؛ زیرا او در مجموعه‌ای از تبارها، فرهنگ‌ها و زبان‌های گوناگون مانند تبار آفریقایی، زبان انگلیسی، زبان فرانسوی، انگلیسی کرئول، کلیسای متدیست و کاتولیک زندگی می‌کرده‌است. در نتیجه او را دچار نوعی چند پارگی هویتی شده که به گفته خودش این وضعیت، نتیجه طبیعی زندگی در جامعه کارائیب است.
دوپارگی موقعیت تاریخی و جعرافیایی او به عنوان فردی اهل مستعمرات در دنیای ادبیات زبان انگلیسی، تأثیری اسکیزوفرنیک بر والکات داشت. او سعی کرد که کشمکش بین دو میراث فرهنگی متفاوت را مهار کرده تا سبکی ترکیبی و یگانه ایجاد کند که مختص به او است.
او در شعر «کشتی بادبانی پرواز» سروده سال ۱۹۷۹ «شابین» را (که پرسونایی از خود والکات است) به عنوان شخصی، اهل سرزمین کوچکی در کارائیب تعریف می‌کند. در واقع هدف او از این بیان، این است که بگوید او به غیر از تخیل خود، احساس تعلق به هیچ ملتی ندارد. او در شعرهای خود گفته‌است: خون هلندی؛ سیاه و انگلیسی در خود دارم، یا هیچ‌کس‌ام یا یک ملت.

### طبیعت
یکی از شگرف‌ترین عوامل مؤثر بر شخصیت و هنر والکات، طبیعت و مناظر طبیعی مکانی بود که در کودکی در آن بزرگ شده بود. او در همان آغاز زندگی، متوجه شد که این محیط «بکر و دست‌نخورده» و بی‌نام است. او تعیین نام برای این محیط را وظیفه خود می‌دانست. البته، این احساس وظیفه در نامگذاری، برای او دارای پیامدهای اجتماعی و حتی سیاسی بود.
والکات با بازنگری در ارزش‌های زیبایی شناختی، تلاش کرد به درک و ثبت زیبایی شناختی متفاوتی از طبیعت، دست یابد. او قصد داشت با قرار دادن زیبایی درخت انبه یا درخت نان در حد زیبایی درختانی مانند سرو روان یا بید مجنون، طبیعت را از آن خود کرده و زندگی عادی سن لوچیا را از وضعیت ناشناخته و ناامیدانه برده‌داری به جهانیان بشناساند. به همین منظور او در شعر خود از دید فردی اهل کارائیب به توصیف جزئیات طبیعت می‌پردازد و از کاربرد نام‌هایی استعمارگران و جهانگردان و انسان‌شناسان برای مناطق استفاده می‌کردند، پرهیز می‌کند.

### کِشتی شکسته
از دیگر درونمایه‌های اصلی اشعار والکات بیان احساس از دید فردی کشتی شکسته‌است. او در برخی شعرهای خود، دنیا را از دید کسی به تنها افتاده در ساحل (کنایه از ناامیدی) و در برخی دیگر خود را رابینسون کروزوئه می‌بیند (تلاش برای آفرینش همه چیز از هیچ). گاهی دیگر خود را در نقش آدم نشان می‌دهد که می‌خواهد به عوارض طبیعی منطقه زندگی خود مانند درختان و کوه‌ها و نهرها نام تازه‌ای بدهد. حتی گاهی خود را مردی تنها می‌بیند که در اتاقی نشسته و از پنجره به رویدادهای بیرون می‌نگرد اما در ایجاد آن‌ها نقشی ندارد.

### آفریقا
والکات در عین آگاهی و توجه به ریشه‌های آفریقایی خود، از بیان احساسی و غیر واقعی به آفریقا دوری می‌جوید. از نظر او افتخار به گذشته آفریقایی رنگ پوست سیاه شکل دیگری از نژادپرستی استعمارگران سفیدپوست اروپایی است. او می‌گوید: این درست است که باید برده‌داری را به عنوان یک زخم پذیرفت، اما نباید همیشه به این زخم مویه کرد بلکه باید با عبور از آن به بلوغ رسید.
در شعر معروف خود، "فریادی دور از آفریقا می‌گوید: "من آنم که گرفتار هر دو خونم / اما به کدام سو باید بچرخم؟". البته پاسخ برای او روشن است: چرخش به سوی کارائیب. جایی که نه این است و نه آن و یکسر متفاوت است. اروپا زیباست ولی کافی نیست. (به همان سیاق که والکات در جایی گفته: " کلاسیک‌ها تسلی بخشند اما کافی نیستند"). اروپای با شکوه، با بناهای خاطره‌انگیز و خیابان‌های غمزده، دچار تاریخی است که بابت آن احساس گناه می‌کند.

### بازآفرینی افسانه‌ها
افسانه‌ها، جایگاه مهمی در اندیشه و شعر والکات دارند. از نخستین تا آخرین مجموعه شعرهای او، همواره نوعی بازآفرینی افسانه‌های هومری در دنیای کارائیب دیده می‌شود. او در نخستین کتاب خود، از کارائیب دریای اژه‌ای جدید می‌سازد که خود و یارانش، ملوانانی با اصالت آفریقایی- یونانی هستند.
نام مهم‌ترین و بلندپروازانه کتاب او «اومروس» (۱۹۹۰) از هومر گرفته شده‌است. اومروس تلفظ یونانی هومر است. این کتاب، باعث اهدای جایزه ادبی نوبل به والکات بود. این کتاب، تنها حاوی یک شعر طولانی است که در آن به هند غربی (که به آن علاقه بسیار داشت) جایگاهی برابر جایگاه جزایر افسانه‌ای سیکلاد در اشعار شاعران یونان باستان داشت. اما در این بازآفرینی ادیسه، به جای خدایان و جنگجویان افسانه‌ای، قهرمانان داستان، مردم ساده ماهیگیر اهل کارائیب هستند. هدف از قرار دادن نام‌های یونانی نشان دادن هویت چندگانه مردم این منطقه است. موفقیت اومروس به خاطر توجه او به درونمایه‌های همیشگی آثارش: طبیعت محل تولد و کودکی، استعمار و میراث آن و چندپارگی هویت مردم کارائیب است.
در اومروس، والکات خود را در قامت ادیسه، بازآفرینی کرده‌است. اومروس بهترین نمونه از تلاش‌های والکات برای جستجوی هویت فردی و منطقه‌ای کارائیب است. او هویت مردم کارائیب را به شکل مهاجرانی توصیف می‌کند که بین بی‌قراری برای آغاز سفری بی‌نتیجه و اشتیاق بازگشت به خانه در طول سفر سرگردان هستند. او با وجود تلاش‌های بسیار نمی‌تواند تعریف مشخصی برای هویت فردی و منطقه‌ای کارائیب ارائه کند و می‌گوید این عدم توان در تعریف، یک فرایند است و نتیجه نیست.
از همین رو، والکات، تاریخ، اقتدار تعاریف رایج و دیدگاه تاریخ‌نویسان و انسان‌شناسان را که بر مبنای نظریات غربی است به به مبارزه می‌طلبد. چرا که تاریخ، ثبت موفقیت‌ها و آفرینش‌ها است و مردم کارائیب نه موفقیتی کسب کرده و نه چیزی آفریده‌اند. در والکات قصد بازنویسی تاریخ و جغرافیای کارائیب را با توجه به این دیدگاه دارد که «دریا تاریخ است». این دریا، گور بردگان بی‌شمار است و رنج آدمیانی را در دل دارد که از «گذرگاه میانه» گذشته‌اند.
در سال ۹۳ مسعود بساطی، ۲۸ شعر از درک والکات را تحت عنوان «مشت‌های گره کرده» ترجمه کرد که نخستین کتاب از آثار والکات به زبان فارسی بوده‌است.

## سَبک
ویژگی اشعار والکات در لحن موسیقایی و انسجام ساختاری آن‌ها است. وی با الهام‌گیری از ساختار کلاسیک شعر انگلیسی، تلمیحات، اشارات و استعارات را برای به تصویر کشیدن غنای فرهنگی منطقه کارائیب به خدمت می‌گیرد. شعر والکات ساختاری پیچیده دارد و ورای درک و فهم خواننده معمولی قرار می‌گیرد.

## دیدگاه هنرمندان
جوزف برودسکی می‌گوید: هند غربی به دست کریستف کلمب کشف شد، به دست بریتانیایی‌ها مورد استعمار قرار گرفت و به دست والکات جاودانه شد.

## جوایز

### جایزه نوبل ادبیات
در سال ۱۹۹۲، فرهنگستان پادشاهی علوم سوئد به دلیل «توانایی هنری شگرف والکات در پاسخ به پیچیدگی وضعیت خود» در کتاب «اومروس»، جایزه نوبل ادبیات را به وی اعطا کرد.
هنگام که والکات خبر برنده شدن خود را شنید شگفت زده پرسید: "من؟! چرا من برنده شوم؟ !" اما پس از آنکه از صحت خبر مطمئن شد، گفت:"بسیار خوب، بسیار خوب، ظاهراً من شخص ثروتمندی شده‌ام."
شاید علت اینکه کمیتهٔ داوران جایزهٔ نوبل را به والکات اهدا کرد، این باشد که اشعار و سروده‌های والکات تأثیر ویژه و شاخصی بر مردم داشته‌است و میان اهدای جایزه به وی با یادوارهٔ پانصدمین سال رسیدن کریستف کلمب به آمریکا و چیره گی استعمارگران اسپانیولی بر این قاره و پیامدهای آن همچون مهاجرتهای بشری، کشتارها، فجایع و نابودی تمدن‌های سرخپوستان ممکن است رابطه ای نهان وجود داشته باشد اما به راستی که والکات شایستهٔ دریافت نوبل ادبیات بود.

### جایزه تی.اس. الیوت
در سال ۲۰۱۱ او جایزه ۱۵ هزار پوندی تی.اس. الیوت را در رقابت با دیگر شاعرانی چون سیمون آرمیتاژ و شیموس هینی به خاطر کتاب «حواصیل سفید» از آن خود کند. این مجموعه، شامل دو شعر است که باراک اوباما را مورد خطاب قرار داده‌است.

## مرگ
درک والکات در ۱۷ مارس ۲۰۱۷ در ۸۷ سالگی درگذشت.

## آثار
والکات در کارنامه خود بیش از ۲۰ مجموعه شعر و ۳۰ نمایشنامه دارد. مهم‌ترین اثر او، «اومروس» است.

### اشعار
- تاریخچه هنری کریستف
- شارلاتان
- تی جین و برادرانش
- طبل و رنگ‌ها
- ماکوچون
- رؤیا در کوهستان مانکی
- یادگاری
- پانتومیم
- حواصیل سفید
- ادیسه
- اومیروس

### نمایش‌ها
- خلیج
- زندگی دیگر
- خوشه‌های دریا

### شعر
(فردا، فردا)
شهرهایی را به یاد می‌آورم که هرگز ندیده‌ام
ونیزِ نقره فام،
لنینگراد با مناره‌های شکلات پیچ اش.
دیری نمی‌پاید که امپرسیونیست‌های پاریس
درخشش آفتاب را از سایه‌ها بیرون خواهند کشید.
آه!
و کوچه‌های چونان مارِ از چنبره رهاشده یِ حیدرآباد.
دل سپردنِ به یک افق تنگ‌چشمی و انزواست.
دیده ات را می‌بندد و
تجربه ات را خُرد می‌کند.
روح مشتاق است، خاطر اما
آلوده.
تن، زیر خرده نان‌های خیس و نم زده
خود را تلف می‌کند.
جهان بینی با مجلات گسترش می‌یابد.
جهان بیرون از درب خانه است، اما
چه دردناک است ایستادن بر پله ای سرد، کنارچمدان‌هایت
هنگام که سپیده دم
دیوارهای آجری را هم رنگ رُزها سرخ‌فام می‌کند
و پیش از آنکه پشیمانی فرابرسد،
تاکسی ات سرمی رسد و با نوایی تُرا صدا می‌زند،
و چون نعش کش، بر لبهٔ پیاده‌رو توقف می‌کند . . . و تو سوار می‌شوی.